# Wejście cyfrowe
Zasugerowano, aby zintegrować ten artykuł z artykułem Sterownik PLC. Nie opisano powodu propozycji integracji.
Wejście cyfrowe – ogólnie przyjęta nazwa pojedynczego wejścia binarnego sterownika PLC, mogącego mieć dwa stany: "0" - brak napięcia i "1" - jest napięcie.
Wejścia cyfrowe są podstawowymi blokami wejściowymi sterowników PLC. Do nich docierają sygnały w postaci "0" lub "1" z np. przycisków sterowniczych, czujników itp. Na podstawie tych sygnałów sterownik PLC steruje według zawartego w nim algorytmu pozostałymi elementami poprzez wyjścia cyfrowe lub wyjścia analogowe.
Najczęściej spotykane poziomy napięć sygnałowych
- 0-24V DC
- 0-12V DC
- 0-5V DC (TTL)
- 0-120V AC
- 0-240V AC

Obwody wejściowe są zazwyczaj izolowane od obwodów sterownika poprzez transoptory. Zapobiega to zniszczeniu sterownika (co może spowodować utratę kontroli nad procesem przemysłowym) w przypadku pojawienia się przepięcia na jednym z wejść.